# 22 september
22 september är den 265:e dagen på året i den gregorianska kalendern (266:e under skottår). Det återstår 100 dagar av året.

## Återkommande bemärkelsedagar

### Nationaldagar
- Malis nationaldag

### Övrigt
- Internationella bilfria dagen[1]
- Höstdagjämningen

## Namnsdagar

### I den svenska almanackan
- Nuvarande – Maurits och Moritz
- Föregående i bokstavsordning
  - Marlene – Namnet infördes på dagens datum 1986, men flyttades 1993 till 22 februari och 2001 till 4 april.
  - Mauritius – Namnet fanns, till minne av Mauritius en romersk härförare, som i slutet av 200-talet övergick till kristendomen med hela sin legion, varvid de alla blev dödade, på dagens datum före 1830, då det utgick, till förmån för den modernare namnformen Maurits.
  - Maurits – Namnet infördes på dagens datum 1830, då den ersatte den äldre namnformen Mauritius, och har funnits där sedan dess.
  - Morgan – Namnet infördes 1986 på 11 november, men flyttades 1993 till dagens datum och 2001 till 28 mars.
  - Moritz – Namnet infördes på dagens datum 1986. 1993 utgick det, men återinfördes på dagens datum 2001.
- Föregående i kronologisk ordning
  - Före 1830 – Mauritius
  - 1830–1900 – Maurits
  - 1901–1985 – Maurits
  - 1986–1992 – Maurits, Marlene och Moritz
  - 1993–2000 – Maurits och Morgan
  - Från 2001 – Maurits och Moritz
- Källor
  - Brylla, Eva (red.). Namnlängdsboken. Gjøvik: Norstedts ordbok, 2000 ISBN 91-7227-204-X
  - af Klintberg, Bengt. Namnen i almanackan. Gjøvik: Norstedts ordbok, 2001 ISBN 91-7227-292-9

### Finlandssvenska almanackan
- Nuvarande från 2025[2] – Mauritz, Morris, Moritz
- I föregående revideringar[a][3]
  - 1929–2024 – Mauritz, Moritz

## Händelser
- 530 – Sedan Felix IV har avlidit samma dag väljs Bonifatius II till påve, medan Dioskurus väljs till motpåve, men själv avlider redan 14 oktober.
- 1217 – Den franske kronprinsen Ludvig Lejonet, som av oppositionella stormän året före har utropats till kung av England, undertecknar fördraget i Lambeth, där han erkänner, att han aldrig har varit legitim härskare över England. Därmed är Henrik III nu Englands obestridde kung.
- 1503 – Sedan Alexander VI har avlidit den 18 augusti väljs Francesco Todeschini Piccolomini till påve och tar namnet Pius III. Han avlider dock efter endast en månad på posten.
- 1792 – Det franska nationalkonventet deklarerar den Första republiken.
- 1857 – Det ryska linjeskeppet Lefort förliser i storm utanför Tyterskär i Finska viken då det är på väg från Reval (dagens Tallinn) till Kronstadt utanför Sankt Petersburg. 825 av 826 ombordvarande omkommer, 1 person överlever som höll sig fast i en vrakdel och flöt i land vid Hogland.
- 1859 – R. Luther upptäcker asteroid 57 Mnemosyne.
- 1862 – C. H. F. Peters upptäcker asteroid 75 Eurydike.
- 1878 – C. H. F. Peters upptäcker asteroid 190 Ismene.
- 1932 – Hijaz och Nejd går samman och bildar Kungariket Saudiarabien.[4]
- 1944 – De allierade segrarmakterna upprättar en kontrollkommission i Helsingfors, Finland.
- 1955 – Storbritannien får kommersiell tv när ITV inleder sina sändningar.
- 1960 – Sudanesiska republiken byter namn till Mali.[5]
- 1980 – Krig utbryter mellan Iran och Irak.
- 1984 – Det amerikanska barnprogrammet Fragglarna har svensk premiär i Sveriges Television.
- 1986 – Komediserien Alf om utomjordingen med samma namn har premiär på NBC.
- 1994 – Komediserien Vänner har premiär på tv-nätverket NBC i USA.
- 2004 – Dramaserien Lost har premiär på tv-nätverket ABC i USA.

## Födda
- 1515 – Anna av Kleve, drottning av England
- 1593 – Matthäus Merian den äldre, schweizisk-tysk kopparstickare och förläggare
- 1601 – Anna av Österrike, fransk drottning
- 1701 – Anna Magdalena Bach, tysk sångare, gift med Johann Sebastian Bach
- 1765 – Paolo Ruffini, italiensk läkare och matematiker
- 1782 – Fredric Westin, svensk historie- och porträttmålare
- 1786 – William Kelly, amerikansk jurist och politiker, senator (Alabama)
- 1791 – Michael Faraday, brittisk fysiker och kemist
- 1795 – Jesse Speight, amerikansk demokratisk politiker, senator (Mississippi)
- 1803 – Isak Albert Berg, svensk operasångare
- 1816 – Fredrik Brusewitz, svensk disponent och politiker
- 1819 – Johan Julius Åstrand, svensk matematiker och astronom
- 1821 – John Conness, irländsk-amerikansk politiker och affärsman, senator
- 1822 – Eppa Hunton, amerikansk demokratisk politiker och general, senator
- 1825 – Alexis Ankarcrona, svensk konstnär och militär
- 1842 – Abd ül-Hamid II, sultan av det Osmanska riket
- 1866 – Helmer Osslund, svensk konstnär
- 1875 – Carl Grimberg, svensk historiker
- 1876 – André Tardieu, fransk politiker, Frankrikes tillförordnade president
- 1880 – Christabel Pankhurst, brittisk politiker, kvinnorättskämpe
- 1882 – Wilhelm Keitel, tysk generalfältmarskalk
- 1883 – Adolf Laurin, svensk journalist
- 1885
  - Gunnar Asplund, svensk arkitekt
  - Erich von Stroheim, österrikiskfödd amerikansk skådespelare
- 1888 – Lars Andersson, svensk hemmansägare och politiker (bondeförbundet)
- 1894 – Gunnar Sköld, svensk tävlingscyklist
- 1895
  - Elmer Austin Benson, amerikansk politiker
  - Paul Muni, amerikansk skådespelare
  - Adolf Schütz, svensk manusförfattare
- 1901 – Charles B. Huggins, kanadensisk-amerikansk fysiolog, mottagare av Nobelpriset i fysiologi eller medicin 1966
- 1902
  - Folke Bramme, svensk cellist
  - John Houseman, amerikansk manusförfattare, producent och skådespelare
- 1906 – Ilse Koch, tysk koncentrationslägervakt, krigsförbrytare
- 1909 – Per G. Holmgren, svensk regissör, manusförfattare, kompositör och sångtextförfattare
- 1913 – Ingrid Borthen, svensk skådespelare
- 1914 – Martha Scott, amerikansk skådespelare
- 1915 – Arthur Lowe, brittisk skådespelare
- 1918
  - Mahmoud Namdjou, iransk tyngdlyftare
  - Jafar Salmasi, iransk tyngdlyftare
  - Henryk Szeryng, polsk violinist och kompositör
- 1922 – Chen Ning Yang, kinesisk-amerikansk fysiker, mottagare av Nobelpriset i fysik 1957
- 1921 – Torsten L. Lindström, svensk elektronikingenjör
- 1928
  - Halvar Björk, svensk skådespelare
  - Richard Stone, amerikansk politiker och diplomat
- 1932
  - Algirdas Brazauskas, litauisk politiker, president
  - Ingemar Johansson, svensk boxare, världsmästare i tungvikt
- 1934 – Ornella Vanoni, italiensk sångare
- 1937 – Camilla Mickwitz, finländsk grafiker, animatör och författare
- 1939 – Alla Sizova, rysk ballerina
- 1940 – Anna Karina, dansk-fransk fotomodell och skådespelare
- 1944 – John S. Tanner, amerikansk demokratisk politiker, kongressledamot
- 1946 – Dan Lungren, amerikansk republikansk politiker
- 1951 – David Coverdale, brittisk sångare
- 1952 – Bob Goodlatte, amerikansk republikansk politiker, kongressledamot
- 1957 – Nick Cave, australisk musiker, låtskrivare, poet, författare och skådespelare
- 1958
  - Andrea Bocelli, italiensk sångare, tenor
  - Joan Jett, amerikansk gitarrist, sångare och skådespelare
- 1959
  - Elizabeth A. Fenn, amerikansk historiker
  - Michael I, amerikansk motpåve
  - Johan Norberg, svensk jazzmusiker
  - Saul Perlmutter, amerikansk astrofysiker, mottagare av Nobelpriset i fysik 2011
- 1961
  - Liam Fox, brittisk konservativ politiker, försvarsminister
  - Bonnie Hunt, amerikansk skådespelare
  - Catherine Oxenberg, amerikansk skådespelare
- 1962
  - Michael Gilden, amerikansk skådespelare och stuntman
  - Ellen Mattson, författare, ledamot av Svenska Akademien
- 1966 – Stefan Rehn, svensk fotbollsspelare och tränare
- 1967 – Rickard Rydell, svensk racerförare
- 1967 – Mikael Tegebjer, svensk förläggare, serieskapare och översättare
- 1970 – Chris Tallman, amerikansk skådespelare
- 1971 – Märtha Louise, prinsessa av Norge
- 1976 – Sala Baker, nyzeeländsk skådespelare
- 1979 – Emilie Autumn, amerikansk sångare, violinist och låtskrivare
- 1978 – Harry Kewell, australisk fotbollsspelare
- 1982
  - Billie Piper, brittisk sångare och skådespelare
  - Kosuke Kitajima, japansk simmare
- 1984 – Thiago Emiliano da Silva, brasiliansk fotbollsspelare
- 1985 – Tatiana Maslany, kanadensisk skådespelare
- 1987 – Tom Felton, brittisk skådespelare

## Avlidna
- 530 – Felix IV, helgon, påve
- 1539 – Guru Nanak, 70, sikhismens grundare
- 1774 – Clemens XIV, 68, påve
- 1776 – Nathan Hale, 21, amerikansk revolutionär (avrättad)
- 1790 – Anders af Botin, 66, hävdatecknare, ledamot av Svenska Akademien
- 1833 – Marcus Wallenberg, 59, svensk biskop och författare
- 1850 – Johann Heinrich von Thünen, 67, tysk nationalekonom
- 1854 – Wilhelm Faxe, 87, svensk biskop
- 1897 – Sam Lidman, 73, svensk militär, lärare och kommunalpolitiker
- 1906 – Oscar Levertin, 44, svensk författare, kulturskribent och litteraturhistoriker
- 1907 – José de la Cruz Mena, 33, nicaraguansk kompositör och orkesterledare
- 1924 – Robert J. Gamble, 73, amerikansk republikansk politiker, senator (South Dakota)
- 1939 – Werner von Fritsch, 59, tysk militär, arméchef
- 1942 – Westmoreland Davis, 83, amerikansk demokratisk politiker, guvernör i Virginia
- 1950 – Ralph Lawrence Carr, 62, amerikansk republikansk politiker, guvernör i Colorado
- 1951 – John P. O'Brien, 78, amerikansk demokratisk politiker, borgmästare i New York
- 1952 – Kaarlo Juho Ståhlberg, 87, finländsk jurist och politiker, Finlands president
- 1955 – Erik Pettersson i Ersbacken, 66, svensk lantbrukare och riksdagsledamot (centerpartist)
- 1956 – Frederick Soddy, 79, brittisk radiokemist, mottagare av Nobelpriset i kemi 1921
- 1957 – William Purington Cole, 68, amerikansk demokratisk politiker och jurist, kongressledamot
- 1966 – Katie Rolfsen, 63, norsk-svensk skådespelare
- 1967 – Marion Davies, 64, amerikansk skådespelare
- 1970 – John J. Hickey, 59, amerikansk demokratisk politiker och jurist, senator (Wyoming)
- 1973 – Paul van Zeeland, 79, belgisk politiker
- 1975 – George Lamsa, 83, arameisk bibelöversättare
- 1979
  - James T. Farrell, 75, amerikansk författare
  - Otto Robert Frisch, 74, österrikisk-brittisk fysiker
- 1986 – Janet Davies, 59, brittisk skådespelare
- 1990 – John A. Danaher, amerikansk republikansk politiker och jurist
- 1996 – Dorothy Lamour, amerikansk skådespelare
- 1997 – Yokoi Shoichi, japansk värnpliktig soldat som gömde sig i 27 år på Guam
- 1999 – George C. Scott, amerikansk skådespelare
- 2007
  - Marcel Marceau, fransk mimartist
  - Kurt West, finlandssvensk krigsveteran och författare
- 2008 – Olov Svedelid, svensk författare
- 2010 – Eddie Fisher, amerikansk sångare och skådespelare
- 2011
  - Jonathan Cecil, brittisk skådespelare
  - Aristides Pereira, kapverdiansk politiker och tidigare gerillaledare, Kap Verdes förste president
  - Knut Steen, norsk skulptör.
  - Vesta Williams, amerikansk R&B-sångare
- 2012 – Anders R. Olsson, svensk journalist och författare
- 2013 – David H. Hubel, kanadensisk neurofysiolog, mottagare av Nobelpriset i fysiologi eller medicin 1981
- 2014 – Hasse Wallman, svensk entreprenör och direktör i nöjesbranschen
- 2015 – Yogi Berra, amerikansk basebollspelare
- 2020 – Agne Simonsson, fotbollsspelare och -tränare, VM-silver 1958, mottagare av Svenska Dagbladets guldmedalj 1959